# Агар
Агар (на иврит: הגר, Хагар, пилигрима; на гръцки: Άγαρ; на латински: Agar; на арабски: هاجر, Хаджар) – древноегиптянка, робиня и слугиня на Сара (по времето на бездетността на последната), която става наложница на Авраам, и на когото ражда син Исмаил (Измаил).
Когато Исаак, синът на Авраам от Сара поотраства, Агар с Исмаил по настояване на Сара са прогонени от дома на Авраам (Бит 21:1 – 21). Агар се отправя на юг и се поселва в Арабската пустиня, където впоследствие Исмаил става родоначалник на арабските племена, като онези които произхождат от него се наричат исмаилтяни, а онези които произхождат от майка му – агаряни. Традиционно, и в исляма, арабите се считат за потомци на Измаил, а Агар заема важно място в арабските предания.
В арабската литература са се съхранили много легенди за Агар (която по-скоро в културоложки план се свързва с цивилизацията и културата на Древен Египет), а в изкуството (и в частност в живописта) сцената на изгнанието на Агар и Измаил, след изгонването им от дома на Авраам, е любима за художниците през цялия период на новата ера.
От името на Агар се получава названието “агаряни”, което е равно на “измаилтяни”, т. е. арабите. По-късно под “агаряни” започват да се разбират изобщо мюсюлманите, тъй като ислямът е арабска форма на монотеизма, а Мохамед е бил арабин. У нас под агаряни се разбират предимно турците.

## Галерия
- Древните раси в представите на древните египтяни: либиец, нубиец, семит и египтянин (от ляво надясно)
- Авраам и Агар
- Авраам отпраща Агар от дома си
- Агар със сина си в пустинята
- Агар и ангелът